# Миновалов, Кирилл Вадимович
Кирилл Вадимович Миновалов (род. 22 апреля 1971, Москва) — российский предприниматель, основатель и владелец банка Авангард и «Авангард-Агро», одного из крупнейших владельцев сельскохозяйственной земли в стране и одного из крупнейших производителей солода в мире. В 2019 году Forbes поставил Миновалова на 120-е место среди богатейших бизнесменов России, оценив его активы в 850 миллионов долларов. В рейтинге «200 богатейших бизнесменов России 2021» занял 164 позицию с состоянием 750 млн долларов.

## Биография
Будучи студентом, 20-летний Миновалов основал компанию «Алькор», занимавшуюся сначала регистрацией организаций, а затем консалтингом. В 1994 году Миновалов окончил университет, основал банк «Авангард» и стал развивать проекты в других сферах бизнеса. После кризиса 1998 года Миновалов смог сохранить лишь банк, которым владеет через юридических лиц. В настоящее время банк «Авангард» занимает место в шестом десятке национального рейтинга банков по величине активов. Он специализируется на обслуживании юридических лиц, предоставляя физическим лицам только 2 вида кредитования — кредитные карты и автокредиты. «Авангард» многократно получал награду портала «Банки.ру» как лучший банк по отзывам клиентов. Также банк известен своим коллекторским агентством «Хард коллекшн групп», чьи методы работы вызывают многочисленные жалобы.
В 2002 году Миновалов официально признал, что является владельцем банка. В 2004 году «Авангард» вышел на биржу.
Кредитуя организации, банк «Авангард» сумел взыскать с должников солодовню и крупные земельные участки. В результате Миновалов решил заняться сельским хозяйством и производством солода, приобретая новые земельные участки и солодовни. Его сельскохозяйственный холдинг «Авангард-Агро» состоит из 400 тысяч гектаров сельскохозяйственной земли в центральной России (6-й среди крупнейших владельцев сельскохозяйственных земель в России на 2018 год). В 2015 году Миновалов присоединил к «Авангард-Агро» свой «Русский солод», крупнейшего производителя солода в России, состоявшего из 4 солодовенных заводов — Вороновского (Львово), Орловского (Змиёвка), Кореневского (Коренево) и Острогожского (Элеваторный). В 2006 году Миновалов приобрёл активы обанкротившейся немецкой солодовой компании Friedrich Weissheimer Malzfabrik, и основанный на её мощностях Avangard Malz AG состоит в настоящее время из 4 заводов, в Гельзенкирхене, Бремене, Гросайтингене и Кобленце. По данным пивоваренного аналитика Firstkey на 2016 год, эти 8 заводов производили 3,8 % мирового солода, что ставило холдинг на 7-е место среди крупнейших производителей солода.
В 2011 году кортеж автомобилей, принадлежащих холдингу Миновалова, сбил насмерть 4 пешеходов. «Общество синих ведёрок» утверждало, что в тот момент кортеж перевозил самого Миновалова, однако холдинг это отрицал.
20 марта 2019 компания банк «Авангард» объявил о намерении выплатить по итогам 2018 года 2 млрд рублей дивидендов. За 2017 год было выплачено 500 млн рублей.
Рыночная капитализация банка в 2019 году достигла 61,3 млрд рублей, соотношение стоимость к капиталу — 2,6 капитала.